# Coup D’Etat (G-Dragon-album)
A Coup D’Etat G-Dragon dél-koreai előadó második stúdióalbuma, melynek első felét 2013. szeptember 2-án jelentette meg digitális úton a YG Entertainment. A következő hét dal szeptember 5-én jelent meg digitálisan, a fizikai album pedig szeptember 13-án került a boltokba. Az albumon található a jóval korábban, április 20-án kiadott Michigo című dal is. A lemezen olyan előadókkal dolgozott együtt, mint Diplo, Baauer, Missy Elliott, Lydia Paek, Jennie Kim, Zion.T, Boys Noize és Sky Ferreira. A cím francia kifejezés, melynek jelentése ’államcsíny’.
A megjelenéskor a lemez a Kaon albumlistájának első helyén debütált, és a szeptember havi listát is vezette 198 489 eladott példánnyal. 2000 eladott példánnyal a 182. helyre került az amerikai Billboard 200-as listán is. Az album megosztotta a kritikusokat: a The New York Times, az Allkpop és az MTV Iggy jórészt pozitív kritikájával szemben a Tiny Mix Tapes rendkívül negatívan fogadta, a Pitchfork Media pedig közepesnek ítélte.

## Háttere

G-Dragon a Coup D’Etat videóklipjében

Nem úgy csináltuk, hogy „Hé, na akkor essünk neki! Ennek a lemeznek Coup D’Etat a neve, ma bezárkózunk a stúdióba!” Sosem így megy […] Ami megtetszik GD-nek [G-Dragon], felkapja, átviszi egy másik szobába, és befejezi a dalt.
G-Dragon több éven keresztül dolgozott az albumon a producerekkel, Teddy Parkkal, Diplóval, Choice37-nel, Dee.P-vel, Boys Noize-zal, Kang Ukcsinnal és Ham Szungdzsonnal. Nem tervezték alapvetően hiphoposra a lemezt, csupán „így sikerült”. A dalokon még az utolsó pillanatokban is változtattak, ami Teddy Park szerint nem jellemzően ázsiai gyakorlat.
A címadó dal zenei alapját Diplo és Baauer írta, már jóval korábban odaadták G-Dragonnak, egy megállapodás keretében. G-Dragon a puccs jelentésű Coup D’Etat címhez igazította a dalszöveget. Olyan rappelési stílust akart a dalhoz, ami egyben éneknek is hangzik. A dalban sample-ként felhasználtak egy részletet Gil Scott-Heron The Revolution Will Not Be Televised című szerzeményéből.
A Niliria egy koreai népdal címe, a zenei alapot Teddy készítette két évvel korábban. A producernek több koreai népdalmintája is van (sample), mert úgy véli, az etnikai zene iránt nagy a kereslet. G-Dragon több mint egy éven át gondolkodott azon, hogyan társítsa Teddy zenei alapját rapszöveggel. Felvetődött az ötlet, hogy külföldi előadót kérjenek fel a dalhoz, és G-Dragon úgy döntött, ahelyett, hogy egy ma nagyon népszerű rappert kérnének fel, olyasvalakit keresnek, aki gyerekkori kedvence volt. A YG Entertainment producerei különösen kedvelik Missy Elliott munkásságát, G-Dragon úgy gondolja, Elliott azok közé a művészek közé tartozik, akik tényleg értenek a rap műfajához, így mellette döntöttek. Elliott úgy nyilatkozott, élvezte a közös munkát és rendkívül tehetséges előadónak gondolja G-Dragont.
Az R.O.D című dalban Lydia Paek működik közre, az angol dalszöveget Choice37 írta. Jang Hjonszok, a kiadó igazgatója azt szerette volna, ha a refrént koreaiul éneklik, de Teddy Park szerint akárhogy próbálták, nem sikerült olyan jóra, ezért az angol verziónál maradtak. A dal G-Dragon szerint a dubstep és a rap egy olyan keveréke, ami leginkább a férfiaknak tetszik.
A Black alapját egy olyan részleges felvétel képezte, amit Teddy írt a személyes élményei alapján, és Lydia Paekkel, valamint Sky Ferreirával is felvettek egy-egy verziót. A dal azokról az idegesítő dolgokról szól, amik miatt a párok veszekedni szoktak. Park eredetileg magánfelvételnek szánta, G-Dragon azonban elkérte tőle a dalt, amikor meghallotta a stúdióban és kiegészítette a saját szövegével. A végleges verziót Jennie Kimmel, a YG Entertainment egyik gyakornok énekesnőjével rögzítették, Jang Hjonszok kérésére.
A Who You című dal zenei alapját eredetileg Kush írta, aki korábban a YG Entertainment producere volt. G-Dragon az ő magánstúdiójában hallotta meg a felvételt és „kikönyörögte” tőle, elmondása szerint azért, mert „nagyon akarta azt a felvételt”. Miután megkapta, átdolgozta a dalszöveget és dallamot írt hozzá, illetőleg a címét is meg kellett változtatni, mert az eredetileg egy káromkodás (Fuck you) volt, így pedig Dél-Koreában nem lehetett volna kiadni a cenzúra miatt. Először Hate you lett volna az új címe.
A Shake the World a Crayonhoz hasonlóan szándékosan „őrült” dalnak készült. G-Dragon állt elő a koncepcióval és a refrénnel, amihez Choice37 írt zenei alapot. Négy verzió készült belőle, mert az előadó nem volt elégedett és többször átírta a dalszöveget. G-Dragon úgy nyilatkozott, improvizált és üvöltözött a felvétel alatt, nem fogta vissza magát. A szám kezdetén egy pénztárgép hangját is felhasználták, és bár eredetileg intro-nak, azaz lemezbevezetőnek szánták, annyira jól sikerültnek tartották, hogy inkább teljes értékű dalt írtak belőle. A dal a YG Entertainment televíziós tehetségkutatójának, a Win című műsornak a bevezető dala is, itt két fiúegyüttes verseng egymással a debütálás jogáért.
A MichiGo-t Kang Ukcsin és Ham Szungcshon írta, és a havonta megtartott produceri kiértékelések egyike alkalmával választotta ki a dalt Jang Hjonszok G-Dragon számára. A demófelvétel és a végleges verzió között csak minimális különbségek vannak, egy szakaszt G-Dragon kérésére felcseréltek, illetve a refrén egy sora alá speciális effekteket tettek. A MichiGo videóklipje jóval megelőzte az album kiadását, már 2013 áprilisában megjelent, és az énekes ázsiai turnéján elő is adta.
A Crooked volt az utolsó dal, amin dolgoztak, szinte a legutolsó percekben végeztek vele. Az eredeti ötletbörze során kitalált dallamot végül elvetették. Kifejezetten színpadra szánták, olyan számnak, amit a közönség könnyen tud énekelni és követni. Teddy Park úgy véli, a dal jól illik G-Dragon punkos imidzséhez.
A Runaway már két évvel korábban elkészült, az alapját egy gitárriff adja, amit Dee.P még a YG Entertainmenthez kerülése előtt vett fel és véletlenül bukkant rá újra. A rockos gitáralaphoz szintetizátoros elektronikus zenét társított, amit néhányszor át kellett dolgoznia, mert a kiadó igazgatója a fő zenei vonalat „unalmasnak” ítélte meg. Dee.P úgy gondolta, a dal jól fog állni G-Dragonnak, aki korábban már adott elő alternatív rockos számokat. A dallamot G-Dragon szerezte, majd közösen összedolgozták a zenét a dallammal. G-Dragon úgy gondolja, ez is egy olyan dal, ami könnyen rezonál a közönséggel, amire szabadon lehet a koncerten ugrálni, könnyebben lehet a közönséggel kapcsolatot teremteni, ezért tudatosan készít mindig ilyen dalokat is a lemezeire.
Az I Love It című dalon Boys Noize-zal dolgozott együtt G-Dragon, aki szerint a zenének Motown-hangulata van, és azért döntöttek mellette, mert más, mint a 2013-ban éppen trenden lévő zenék. Az ének részhez egy újonc előadót, Zion.T-t kérték fel, akivel G-Dragon már jó ideje szeretett volna együttműködni. Boys Noize így nyilatkozott a közös munkáról:
Dolgoztam már párszor G-Dragonnal a stúdióban. Hihetetlen látni, hogy mennyire tehetséges a színpad mögött. Remek érzéke van az új zenék iránt, és hogy hogyan alakítsa át őket. Bezárkózik egy pár órára, aztán kijön egy kész saját dallal, amit azonnal fel is vesz. G-Dragon az egyik legtehetségesebb művész és előadó, akivel valaha találkoztam, és akkora egy arc...!
A You Do az album levezető dala (outro), amit Choice37 szobájában vettek fel egy régi mikrofonnal, nem a stúdióban, mert azt akarták, hogy nyers hangzása legyen. Choice37 alapnak egy loopot (ismétlődő hangminta) használt, a következő sorral: „GD that's me! Who you? Not me.” (GD, az én vagyok. Te ki vagy? Nem én.) G-Dragon szórakozásból csinálta meg ezt a dalt, ami arról szól, hogy a hallgató válhat bárkivé, akivé akar, de hozzá hasonlóvá nem. 15 perc alatt írta meg a refrént. A dal címe miatt az énekes kicsit furcsán érezte magát, mert a hasonló ejtésű judu (유두) jelentése koreaiul „mellbimbó”.
A Window egy sötétebb hangvételű dal, G-Dragon korábban kiadott She's Gone, Obsession és That XX című dalaihoz hasonlóan horrorisztikus hangulatú, kimondatlanul utal gyilkosságra a dalszöveg és a hangulat. G-Dragon saját bevallása szerint szereti a horrorfilmeket, ezért szinte minden lemezére sikerül írnia egy-egy ilyen dalt. Az alapütemet Choice37 írta, erre Teddy Park vette fel a refrént, majd másnapra G-Dragon egyedül fejezte be a dalt. A dal, bár a szöveg közvetlenül nem mondja ki, egy gyilkosság története, aminek egyetlen szemtanúja van, az ablak. G-Dragon hátborzongatónak szánta a számot, esőcseppek hangjával. Teddy eredetileg búcsúzó szerelmes dalnak szánta, „de amikor megkérdeztem [G-Dragont] a dalról, azt mondta, 'a dalszövegben épp megölök valakit'. Choice és én erre úgy reagáltunk, 'Ez a cucc elmebeteg'.” A háttérvokált eredetileg T.O.P.-nak szánták, a rapper azonban más elfoglaltságai miatt nem tudta felvenni, így végül G-Dragon Teddy vokálját használta fel a végső simítások alkalmával.
A Black című dalban Sky Ferreira amerikai énekesnő működik közre, aki rövid koreai tartózkodása alkalmával a 2NE1 rappere, CL jóvoltából meglátogatta a YG Enertainment stúdióját, ahol G-Dragon épp az új lemezen dolgozott. Megkérték, hogy énekelje fel a dalt. Ferreira szerint nem olyan szám, amit saját magától eszébe jutna elénekelni, de az 1980-as és 1990-es évek R&B-dalaira emlékeztette, amelyeket nagyon szeret.

## Számlista
| 1.    | Coup D’Etat (쿠데타; Khudetha)                                             | G-Dragon                  | G-Dragon, Diplo, Baauer        | Diplo, Baauer               | 2:58 |
| 2.    | Nilliria (feat. Missy Elliott) (닐리리야)                                  | G-Dragon, Missy Elliott   | Teddy, G-Dragon, Missy Elliott | Teddy                       | 2:52 |
| 3.    | R.O.D. (feat. Lydia Paek)                                                  | Teddy, G-Dragon, Choice37 | Teddy                          | Teddy                       | 3:56 |
| 4.    | Black (feat. Jennie Kim)                                                   | Teddy, G-Dragon           | Choice37, G-Dragon             | Kush, Choice37              | 3:23 |
| 5.    | Who You? (니가 뭔데; Niga mvonde)                                          | G-Dragon                  | Kush, G-Dragon                 | Kush, Choice37              | 3:21 |
| 6.    | Shake The World (세상을 흔들어; szeszangul hunduro)                        | G-Dragon                  | G-Dragon, Choice37             | Choice37                    |      |
| 7.    | Go (미치 Go; Micshi Go)                                                    | G-Dragon                  | Ham Seung-Jeon, Kang Uk-Jin    | Ham Seung-Jeon, Kang Uk-Jin | 3:29 |
| 8.    | Crooked (삐딱 하게; Ppittak hage)                                          | G-Dragon, Teddy           | G-Dragon, Teddy                | Teddy                       | 3:45 |
| 9.    | Nilliria (G-Dragon version) (닐리리야)                                     | G-Dragon, Teddy           | Teddy, G-Dragon, Missy Elliott | Teddy                       | 2:52 |
| 10.   | Runaway                                                                    | G-Dragon                  | G-Dragon, Dee.P                | Dee.P                       | 3:21 |
| 11.   | 너무 좋아 (I Love It) (feat. Zion.T és Boys Noize) (너무 좋아; Nomu csuha) | G-Dragon                  | G-Dragon, Boys Noize           | Boys Noize                  | 3:15 |
| 12.   | You Do (Outro)                                                             | G-Dragon                  | G-Dragon, Choice37             | Choice37                    | 2:38 |
| 13.   | Window                                                                     | G-Dragon, Teddy           | G-Dragon, Choice37             | Choice37                    | 3:47 |
| 14.   | Black (featuring Sky Ferreira)                                             | Teddy                     | G-Dragon, Teddy                | Teddy                       | 3:24 |
| 45:58 |                                                                            |                           |                                |                             |      |

## Promóció
G-Dragon és Missy Elliott közösen adta elő a Niliria című dalt a 2013-as KCON fesztiválon augusztus 25-én. A címadó Coup D’Etat videóklipjét 2013. szeptember 1-jén töltötte fel a YouTube-ra a YG Entertainment, és még aznap több mint 750 000-szer tekintették meg. A Crooked videóklipjét három nappal később jelentették meg. G-Dragon szeptember 8-án az SBS csatorna Inkigayo című műsorában kezdte meg a televíziós promóciót a Niliria, a Michi Go és a Black című dalokkal, utóbbiban Jennie Kim közreműködésével.
G-Dragon szeptember 10 és 17 között Szöulban Space Eight címmel művészeti tárlatot nyitott, ahol a szerencseszáma, a 8-as számhoz köthető 88 tárgyat állított ki.
2013. szeptember 29-én a YG Entertainment bejelentette, hogy október 18-án az albumot hanglemez formátumban is kiadja 8888 példányban, kézzel írt dalszöveg-könyvvel. A lemezhez maszk, kitűző, a Space Eight kiállításról és a címadó dal videóklipjéből készült fényképek is tartoznak. Az összes darab elővételben elfogyott október 2-ára.

## Fogadtatás
A Coup D’Etat megosztotta a kritikusokat. Jon Caramanica a The New York Times-tól úgy véli, bár az albumon egyetlen dal sem üti meg a Crayon által felállított mércét, G-Dragon mégis „izgalmas zenei szintézisre képes, [...] lehet, hogy nemsokára a [zenei] kölcsönzés megfordul majd és a világ fog tőle tanulni.” Az Allkpop 10-ből 7 csillagosra értékelte a lemezt, kihangsúlyozva G-Dragon dalszerzői és történetmesélői képességeit. Corban Goble a Pitchfork Mediától úgy vélte, „ha úgy találkozik az ember a Coup D’Etat-val, hogy valamiféle forradalomra számít, akkor csalódnia kell. Érdekes hallgatnivaló, akár még fontos is.”
Ezzel szemben azonban Jakob Dorof a Tiny Mix Tapestől rendkívül negatív kritikát írt a lemezről, öt csillagból egyre értékelte. Úgy vélte, a dalok egyszerűen nem állnak össze, különösképpen a kollaborációk érződnek nagyon összecsapottnak, a dalok pedig túlságosan egysíkúak.
A lemez első helyen debütált a Melon, az Mnet, a Bugs, a Naver és Olleh slágerlistáján Dél-Koreában. Az Mnet slágerlistájának első hét helyét a Coup D’Etat dalai foglalták el a megjelenéskor, és hat dal a Kaon slágerlista első tíz helyezettje közé is azonnal bekerült, a Who You?-val az első helyen. Az album nyolc országban vezette az iTunes Store-letöltőlistát.
2013. szeptember 10-én nyilvánosságra hozták, hogy a lemezből több mint 300 000 darabot rendeltek előre Dél-Koreában. A megjelenéskor a lemez a Kaon albumlistájának első helyén debütált és a szeptember havi listát is vezette 198 489 eladott példánnyal.
A Coup D’Etat digitálisan két részre bontva jelent meg, az első rész a Billboard 200-as listán 182. helyen debütált az Egyesült Államokban egy hét alatt 2000 eladott példánnyal. A lemez 11. helyet ért el az Oricon slágerlistán Japánban, 11 150 eladott példánnyal az első héten.

## Slágerlista-helyezések

### Album
| Slágerlista (2013)          | Legmagasabb helyezés |
| --------------------------- | -------------------- |
| Kaon (Dél-Korea)            | 1                    |
| Hanteo (Dél-Korea)          | 1                    |
| Oricon (Japán)              | 11                   |
| US Billboard 200            | 182                  |
| US World Albums (Billboard) | 1                    |

### Kislemez
| 1  | Coup D’Etat                | 5  | 15 |
| 2  | Niliria                    | 9  | 30 |
| 3  | R.O.D.                     | 6  | 21 |
| 4  | Black                      | 2  | 3  |
| 5  | Who You?                   | 1  | 4  |
| 6  | Shake the World            | 25 | 29 |
| 7  | GO                         | 17 | 22 |
| 8  | Crooked                    | 3  | 2  |
| 9  | Niliria (G-Dragon version) | 32 | 38 |
| 10 | Runaway                    | 27 | 26 |
| 11 | I Love It                  | 20 | 13 |
| 12 | You Do                     | 35 | -  |

### Eladási adatok
| Slágerlista          | Eladás (db) |
| -------------------- | ----------- |
| Kaon fizikai albumok | 198 489     |
| Hanteo               | 113 645     |

## Fordítás
- Ez a szócikk részben vagy egészben  a   Coup D'Etat (G-Dragon album) című angol Wikipédia-szócikk fordításán alapul.  Az eredeti cikk szerkesztőit annak laptörténete sorolja fel. Ez a jelzés csupán a megfogalmazás eredetét és a szerzői jogokat jelzi, nem szolgál a cikkben szereplő információk forrásmegjelöléseként.